# Emmanuel d'Hane
Emmanuel d'Hane (1751 - Gloucester, 7 september 1797) was een Zuid-Nederlands edelman en vrijmetselaar. 
Hij was de zoon van Pieter Emmanuel d'Hane (1726-1786) en Coleta Theresia de La Villette (1722-1797). 
In 1778 trad Emmanuel toe tot de Gentse vrijmetselaarsloge La Bienfaisante als bestuurder. Emmanuel erfde in 1786 als oudste zoon de heerlijkheden van zijn vader (Elene en Leeuwergem met het kasteel van Leeuwergem, Duffel, Eekhove, Paridaan, Waterdijk en Philippine). Hij studeerde filosofie en rechten aan de universiteit van Heidelberg. Hij liet in de tuinen van het kasteel van Leeuwergem een Engelse landschapstuin aanleggen met vrijmetselaarssymbolen. Hij was anglofiel en bezocht verschillende keren het Verenigd Koninkrijk, onder andere in 1789. Hij liet planten overbrengen uit het VK om ze in cultuur te brengen in het kasteelpark van Leeuwergem. 
Bij de Brabantse Omwenteling koos Emmanuel d'Hane de kant van de conservatieve statisten. Na de bezetting door de Franse revolutionairen vluchtte Emmanuel d'Hane op 1 mei 1793 naar Engeland. Hij huwde in Londen op 2 november 1794 met Elisabeth Chers de Walton. d'Hane stierf op 7 september 1797 in Gloucester en werd begraven in het Great Cloisters-binnenhof van de Kathedraal van Gloucester.